# Девід Кляйн (кінооператор)
Девід Кляйн (народився в грудні 1972 року) — американський оператор, відомий роботою з режисером Кевіном Смітом над фільмами «Клерки», Тусовщики з супермаркету, У гонитві за Емі, Клерки 2, Зак і Мірі знімають порно, Парочка копів і Червоний штат .
Кляйн — член Американського товариства кінооператорів, був оператором телесеріалу Справжня кров на HBO та Батьківщина на Showtime.
У 2020 році Кляйн працював оператором над епізодом «Мандалорця» під назвою «Частина 14: Трагедія», який зняв Роберт Родрігез. Він також був оператором кількох епізодів «Книги Боби Фетта».